# سيمون فيليبس
سيمون فيليبس (بالإنجليزية: Simon Phillips)‏ (و. 1957  م) هو طبال، وعازف جاز بريطاني، ولد في لندن.

## التعليم
تعلم في Bushey Meads School ‏.

## روابط خارجية
- سيمون فيليبس على موقع IMDb (الإنجليزية)
- سيمون فيليبس على موقع ميوزك برينز (الإنجليزية)
- سيمون فيليبس على موقع أول ميوزيك (الإنجليزية)
- سيمون فيليبس على موقع ديسكوغز (الإنجليزية)
- سيمون فيليبس على موقع قاعدة بيانات الفيلم (الإنجليزية)